# Распятский монастырь
Распя́тский монасты́рь — монастырь, существовавший в городе Серпухове в 1665—1764 годах.

## История
Сохранилось несколько строений обители, в том числе Распятский собор (ул. Калужская, д. 40) и колокольня (улица Свердлова). Исторический памятник федерального значения. До недавнего времени помещения были заняты Серпуховским медицинским училищем. В настоящее время училище переехало в здание на Пролетарской, 78, а занимаемое им прежде здание отошло церкви.
На месте будущего монастыря долгое время находилась деревянная Церковь Рождества Христова (упомянутая ещё в Сотной книге 1552 года). Монастырь основан в 1665 году как Новорождественский. Кирпичный оштукатуренный Собор Распятия Христа выстроен в 1719 году на средства княгини Назареты Михайловны Гагариной; тогда же монастырь поменял название. К собору примыкали приделы Рождества Христова и Усекновения главы Иоанна Предтечи. Купол и шпиль собора возведены над стенами только в 1751 году.
Закрыт во времена Екатерины II в ходе секуляризации церковных и монастырских земель. Собор монастыря преобразован в приходский храм. Храм закрыт в начале 1930-х годов.

## Галерея
- Распятский собор в 2008 году
- Надвратная церковь с колокольней
- Распятский собор в Серпухове. Фото 1905 года